# Laguna Seca (San Andrés Villa Seca)
A  Laguna Seca (Retalhuleu) é um lago localizado na Guatemala. Localiza-se no departamento de Retalhuleu, Município de San Andrés Villa Seca.